# Joëlle Smits
Joëlle Smits (’s-Hertogenbosch, 2000. február 7. –) holland női válogatott labdarúgó. A Bundesligában érdekelt VfL Wolfsburg támadója.

### Klubcsapatokban
2019. február 20-án igazolt a PSV-hez.
A német VfL Wolfsburg előszerződést kötött a támadóval 2020. szeptember 15-én. A szerződés értelmében Smits 2021. július 1-én, a 2021–2022-es Frauen Bundesliga nyitánya előtt csatlakozott a Farkasokhoz, akikhez három évre írt alá.

### A válogatottban
2016. október 21-én hét gólt vállalt az U17-es válogatott 11-0-ás sikeréből Bulgária ellen.
Két alkalommal vett részt az U19-es Európa-bajnokságon. A 2017-es és a 2019-es kontinensviadalon is 2-2 góllal segítette hazáját az elődöntőbe. A 2018-as U20-as világbajnokságon a csoportmérkőzéseken csereként, Anglia ellen kezdőként lépett pályára a negyeddöntőben, ahol búcsúzni kényszerültek.
2019. április 9-én az Izland elleni U19-es válogatott találkozón 34-ik alkalommal húzhatta magára a 19 év alattiak mezét, mellyel beállította az addigi válogatottsági rekordot, ráadásul 33 góljával a legeredményesebb U19-es női labdarúgó hazájában.
A Tournoi de France meghívásos tornán mutatkozhatott be a Brazília elleni 0–0-ás mérkőzésen a holland válogatottban 2020. március 4-én.

## Sikerei

### Klubcsapatokban
Holland bajnok (1):
- FC Twente (1): 2018–19

### A válogatottban
Hollandia
- U19-es Európa-bajnoki elődöntős (2): 2017, 2019
- Tournoi de France ezüstérmes (1): 2020

## Statisztikái

### Klubcsapatokban
2021. április 18-al bezárólag
| Szezon           | Klub             | Bajnokság        | Bajnoki | Bajnoki | Kupa  | Kupa | Nemzetközi | Nemzetközi | Össz. | Össz. |
| Szezon           | Klub             | Bajnokság        | Mérk.   | Gól     | Mérk. | Gól  | Mérk.      | Gól        | Mérk. | Gól   |
| ---------------- | ---------------- | ---------------- | ------- | ------- | ----- | ---- | ---------- | ---------- | ----- | ----- |
| 2017–18          | FC Twente        | Eredivisie       | 24      | 20      | –     | –    | –          | –          | 24    | 20    |
| 2018–19          | FC Twente        | Eredivisie       | 21      | 25      | –     | –    | –          | –          | 21    | 25    |
| Klub összesen    | Klub összesen    | Klub összesen    | 45      | 45      | 0     | 0    | 0          | 0          | 45    | 45    |
| 2019–20          | PSV Eindhoven    | Eredivisie       | 12      | 16      | –     | –    | –          | –          | 12    | 16    |
| 2020–21          | PSV Eindhoven    | Eredivisie       | 18      | 23      | 5     | 4    | 2          | 2          | 23    | 27    |
| Klub összesen    | Klub összesen    | Klub összesen    | 30      | 39      | 6     | 5    | 2          | 2          | 38    | 46    |
| 2021–22          | VfL Wolfsburg    | Bundesliga       | 0       | 0       | 0     | 0    | 0          | 0          | 0     | 0     |
| Klub összesen    | Klub összesen    | Klub összesen    | 0       | 0       | 0     | 0    | 0          | 0          | 0     | 0     |
| Karrier összesen | Karrier összesen | Karrier összesen | 75      | 84      | 6     | 5    | 2          | 2          | 83    | 91    |

### A válogatottban
2021. június 10-el bezárólag
| Válogatott | Szezon   | Mérk. | Gól |
| ---------- | -------- | ----- | --- |
| Hollandia  |          |       |     |
| 2020       | 3        | 0     |     |
| 2021       | 1        | 0     |     |
| Összesen   | Összesen | 4     | 0   |